# Plesioserica viridula
Plesioserica viridula är en skalbaggsart som beskrevs av Brenske 1900. Plesioserica viridula ingår i släktet Plesioserica och familjen Melolonthidae.
Artens utbredningsområde är Madagaskar. Inga underarter finns listade i Catalogue of Life.